# Озеркова, Софья Ивановна
Софья Ивановна Озеркова (1912—XX век) — участница Великой Отечественной войны, старший инженер полка «Ночных ведьм».

## Биография
Родилась 3 ноября 1912 года.
После окончания Иркутского авиационного училища, в 1933 году была оставлена в нём работать старшим инструктором практического обучения на эксплуатационном цикле, затем — преподавателем моторного цикла. До Великой Отечественной войны находилась на преподавательских должностях.
В декабре 1941 года ей было приказано отправиться в распоряжение Марины Расковой в город Энгельс, где формировался женский авиационный полк. Служила в 46-м гвардейском Таманском женском авиационном полку с момента его формирования. Была назначена старшим инженером (заместителем командира полка по инженерно-авиационной службе). Организовала бесперебойную работу инженерной службы полка. Под руководством Софьи Озерковой было обслужено 23672 боевых вылета. Лично обучила и ввела в строй 26 молодых специалистов-авиамехаников.
В 1947 году С. И. Озеркова уволилась в запас. Проживала в городе Одессе. Вышла замуж, имела троих детей. Дальнейшая судьба неизвестна.
Была награждена орденами Красного Знамени (1945), Отечественной войны 1-й (1945) и 2-й (1943) степеней, двумя орденами Красной Звезды (1944, 1947) и медалями, в числе которых «За оборону Кавказа», «За боевые заслуги» и «За освобождение Варшавы».